# Foumbot
Foumbot ist eine Stadt in der Region Ouest in Kamerun mit 47.643 Einwohnern (2005). Foumbot ist eine Gemeinde des Départements Noun.

## Geografie
Foumbot liegt 20 Kilometer östlich der Regionshauptstadt Bafoussam.

## Verkehr
Foumbot liegt an der Fernstraße N6.

## Bevölkerung
Die Bevölkerungsentwicklung der Stadt:
| Jahr          | Einwohner |
| ------------- | --------- |
| 1976 (Zensus) | 9.833     |
| 1987 (Zensus) | 26.333    |
| 2005 (Zensus) | 47.643    |